# Lomographa simplicior
Lomographa simplicior är en fjärilsart som beskrevs av Butler 1881. Lomographa simplicior ingår i släktet Lomographa och familjen mätare. Inga underarter finns listade i Catalogue of Life.